# Tênis de mesa nos Jogos Paralímpicos de Verão de 2012
As competições de tênis de mesa nos Jogos Paralímpicos de Verão de 2012 foram disputadas entre os dias 30 de agosto e 8 de setembro no Complexo ExCel, em Londres.
Participam atletas com diversas deficiências, como paralisia, amputações ou lesões medulares, e até mesmo deficiência intelectual. Os atletas são divididos em 11 classes diferentes, de acordo com a deficiência e o comprometimento motor do atleta. As classes de 1 a 5 são para atletas cadeirantes, enquanto que as classes 6 a 10 são para atletas que são capazes de competir em pé. A classe 11 é reservada para deficientes intelectuais. Quanto mais baixa é a classe do atleta, maior será o comprometimento motor.

## Calendário
| Agosto/setembro | 29 | 30 | 31 | 1 | 2  | 3  | 4 | 5 | 6 | 7 | 8 | 9 |
| --------------- | -- | -- | -- | - | -- | -- | - | - | - | - | - | - |
| Tênis de mesa   |    |    |    |   | 11 | 10 |   |   |   | 4 | 4 |   |

|  | Dia de competição |  | Dia de final |

## Eventos
| - Simples masculino - Classe 1 - Classe 2 - Classe 3 - Classe 4 - Classe 5 - Classe 6 - Classe 7 - Classe 8 - Classe 9 - Classe 10 - Classe 11 |  | - Equipes masculinas - Classe 1–2 - Classe 3 - Classe 4–5 - Classe 6–8 - Classe 9–10 |  | - Simples feminino - Classe 1–2 - Classe 3 - Classe 4 - Classe 5 - Classe 6 - Classe 7 - Classe 8 - Classe 9 - Classe 10 - Classe 11 |  | - Equipes femininas - Classe 1–3 - Classe 4–5 - Classe 6–10 |

## Medalhistas
Masculino
| Evento                         | Ouro                                                         | Prata                                                                    | Bronze                                                                   |
| ------------------------------ | ------------------------------------------------------------ | ------------------------------------------------------------------------ | ------------------------------------------------------------------------ |
| Simples - Classe 1 detalhes    | Holger Nikelis GER Alemanha                                  | Jean-François Ducay FRA França                                           | Paul Davies FRA França                                                   |
| Simples - Classe 2 detalhes    | Ján Riapoš SVK Eslováquia                                    | Kim Kyung-Mook KOR Coreia do Sul                                         | Fabien Lamirault FRA França                                              |
| Simples - Classe 3 detalhes    | Feng Panfeng CHN China                                       | Zlatko Kesler SRB Sérvia                                                 | Thomas Schmidberger GER Alemanha                                         |
| Simples - Classe 4 detalhes    | Kim Young-Gun KOR Coreia do Sul                              | Zhang Yan CHN China                                                      | Sameh Saleh EGY Egito                                                    |
| Simples - Classe 5 detalhes    | Tommy Urhaug NOR Noruega                                     | Cao Ningning CHN China                                                   | Jung Eun-Chang KOR Coreia do Sul                                         |
| Simples - Classe 6 detalhes    | Rungroj Thainiyom THA Tailândia                              | Álvaro Valera ESP Espanha                                                | Peter Rosenmeier DEN Dinamarca                                           |
| Simples - Classe 7 detalhes    | Jochen Wollmert GER Alemanha                                 | William Bayley GBR Grã-Bretanha                                          | Mykhaylo Popov UKR Ucrânia                                               |
| Simples - Classe 8 detalhes    | Zhao Shuai CHN China                                         | Richard Csejtey SVK Eslováquia                                           | Emil Andersson SWE Suécia                                                |
| Simples - Classe 9 detalhes    | Ma Lin CHN China                                             | Stanislaw Fraczyk AUT Áustria                                            | Gerben Last NED Países Baixos                                            |
| Simples - Classe 10 detalhes   | Patryk Chojnowski POL Polônia                                | Ge Yang CHN China                                                        | David Jacobs INA Indonésia                                               |
| Simples - Classe 11 detalhes   | Péter Pálos HUN Hungria                                      | Song Byung-Jun KOR Coreia do Sul                                         | Pascal Pereira-Leal FRA França                                           |
| Equipes - Classe 1-2 detalhes  | Martin Ludrovský Rastislav Revúcky Ján Riapoš SVK Eslováquia | Vincent Boury Fabien Lamirault Stéphane Molliens FRA França              | Kim Kong-Yong Kim Kyung-Mook Kim Ming-Gyu Lee Chang-Ho KOR Coreia do Sul |
| Equipes - Classe 3 detalhes    | Feng Panfeng Gao Yanming Zhao Ping CHN China                 | Thomas Bruechle Jan Guertler Holger Nikelis GER Alemanha                 | Yann Guilhem Florian Merrien Jean-Philippe Robin FRA França              |
| Equipes - Classe 4-5 detalhes  | Cao Ningning Guo Xingyuan Zhang Yan CHN China                | Choi Il-Sang Jung Eun-Chang Kim Jung-Gil Kim Young-Gun KOR Coreia do Sul | Èmeric Martin Gregory Rosec Nicolas Savant-Aira Maxime Thomas FRA França |
| Equipes - Classe 6-8 detalhes  | Piotr Grudzień Marcin Skrzynecki POL Polônia                 | Álvaro Valera Jordi Morales ESP Espanha                                  | William Bayley Aaron McKibbin Ross Wilson GBR Grã-Bretanha               |
| Equipes - Classe 9-10 detalhes | Ge Yang Lian Hao Lu Xiaolei Ma Lin CHN China                 | Sebastian Powroźniak Patryk Chojnowski POL Polônia                       | Jorge Cardona José Manuel Ruiz Reyes ESP Espanha                         |

Feminino
| Evento                         | Ouro                                             | Prata                                                       | Bronze                                                                      |
| ------------------------------ | ------------------------------------------------ | ----------------------------------------------------------- | --------------------------------------------------------------------------- |
| Simples - Classe 1-2 detalhes  | Liu Jing CHN China                               | Pamela Pezzutto ITA Itália                                  | Isabelle Lafaye-Marziou FRA França                                          |
| Simples - Classe 3 detalhes    | Anna-Carin Ahlquist SWE Suécia                   | Doris Mader AUT Áustria                                     | Alena Kánová SVK Eslováquia                                                 |
| Simples - Classe 4 detalhes    | Zhou Ying CHN China                              | Borislava Perić SRB Sérvia                                  | Moon Sung-Hye KOR Coreia do Sul                                             |
| Simples - Classe 5 detalhes    | Zhang Bian CHN China                             | Gu Gai CHN China                                            | Ingela Lundbäck SWE Suécia                                                  |
| Simples - Classe 6 detalhes    | Raisa Chebanika RUS Rússia                       | Antonina Khodzynska UKR Ucrânia                             | Yuliya Klymenko UKR Ucrânia                                                 |
| Simples - Classe 7 detalhes    | Kelly van Zon NED Países Baixos                  | Yulia Ovsyannikova RUS Rússia                               | Viktoriia Safonova UKR Ucrânia                                              |
| Simples - Classe 8 detalhes    | Mao Jingdian CHN China                           | Thu Kamkasomphou FRA França                                 | Josefin Abrahamsson SWE Suécia                                              |
| Simples - Classe 9 detalhes    | Lei Lina CHN China                               | Neslihan Kavas TUR Turquia                                  | Liu Meili CHN China                                                         |
| Simples - Classe 10 detalhes   | Natalia Partyka POL Polônia                      | Yang Qian CHN China                                         | Fan Lei CHN China                                                           |
| Simples - Classe 11 detalhes   | Wong Ka Man HKG Hong Kong                        | Yeung Chi Ka HKG Hong Kong                                  | Anzhelika Kosacheva RUS Rússia                                              |
| Equipes - Classe 1-3 detalhes  | Li Qian Liu Jing CHN China                       | Cho Kyung-Hee Choi Hyun-Ja Jung Sang-Sook KOR Coreia do Sul | Jane Campbell Sara Head GBR Grã-Bretanha                                    |
| Equipes - Classe 4-5 detalhes  | Gu Gai Zhang Bian Zhang Miao Zhou Ying CHN China | Anna-Carin Ahlquist Ingela Lundbäck SWE Suécia              | Jung Ji-Nam Jung Young-A Moon Sung-Hye KOR Coreia do Sul                    |
| Equipes - Classe 6-10 detalhes | Fan Lei Lei Lina Liu Meili Yang Qian CHN China   | Ümran Ertiş Neslihan Kavas Kübra Öçsoy TUR Turquia          | Alicja Eigner Malgorzata Jankowska Natalia Partyka Karolina Pek POL Polônia |

## Quadro de medalhas
| Ordem | País              | Medalha de ouro | Medalha de prata | Medalha de bronze |    |
| ----- | ----------------- | --------------- | ---------------- | ----------------- | -- |
| 1     | CHN China         | 14              | 5                | 2                 | 21 |
| 2     | POL Polônia       | 3               | 1                | 1                 | 5  |
| 3     | GER Alemanha      | 2               | 1                | 1                 | 4  |
| 3     | SVK Eslováquia    | 2               | 1                | 1                 | 4  |
| 5     | KOR Coreia do Sul | 1               | 4                | 4                 | 9  |
| 6     | SWE Suécia        | 1               | 1                | 3                 | 5  |
| 7     | RUS Rússia        | 1               | 1                | 1                 | 3  |
| 8     | HKG Hong Kong     | 1               | 1                |                   | 2  |
| 9     | NED Países Baixos | 1               |                  | 1                 | 2  |
| 10    | HUN Hungria       | 1               |                  |                   | 1  |
| 10    | NOR Noruega       | 1               |                  |                   | 1  |
| 10    | THA Tailândia     | 1               |                  |                   | 1  |
| 13    | FRA França        |                 | 3                | 5                 | 8  |
| 14    | ESP Espanha       |                 | 2                | 1                 | 3  |
| 15    | AUS Austrália     |                 | 2                |                   | 2  |
| 15    | SRB Sérvia        |                 | 2                |                   | 2  |
| 15    | TUR Turquia       |                 | 2                |                   | 2  |
| 18    | GBR Grã-Bretanha  |                 | 1                | 3                 | 4  |
| 18    | UKR Ucrânia       |                 | 1                | 3                 | 4  |
| 20    | ITA Itália        |                 | 1                |                   | 1  |
| 21    | DEN Dinamarca     |                 |                  | 1                 | 1  |
| 21    | EGY Egito         |                 |                  | 1                 | 1  |
| 21    | INA Indonésia     |                 |                  | 1                 | 1  |
| TOTAL | TOTAL             | 29              | 29               | 29                | 87 |